# Vuelta a México 2014
La edición 2014 de la competición ciclista Vuelta a México (denominada Vuelta México Telmex), se disputó entre el 4 y el 9 de marzo de 2014.
La carrera contó con la participación de 8 equipos mexicanos y 15 extranjeros. El recorrido fue de 6 etapas y 641,5 km iniciando y terminando en Ciudad de México. El ganador de la competición fue el colombiano Juan Pablo Villegas del equipo 4-72 Colombia es Pasión con un tiempo de 15 h 11 min 30 s.

## Equipos participantes
| Equipo                                      | Cod. UCI | Categoría               |
| 4-72 Colombia Shimano                       | CO4      | Continental             |
| 5 Hour Energy Kenda                         | 5HR      | Continental             |
| Amore & Vita                                | AMO      | Continental             |
| Arenas Tlaxcala                             |          | Aficionado              |
| B-Top Zacatecas                             |          | Aficionado              |
| BMW Development Team                        |          | Aficionado              |
| Burgos-BH                                   | BUR      | Continental             |
| Canel´s Turbo                               |          | Aficionado              |
| Cisesa Oaxaca                               |          | Aficionado              |
| Coldeportes Claro                           |          | Aficionado              |
| Continental Team Astana                     | AS2      | Continental             |
| Depredadores Team Chetumal                  |          | Aficionado              |
| DYM Jess Hermanos Correa                    |          | Aficionado              |
| Empacadora San Marcos                       |          | Aficionado              |
| Jamis-Hagens Berman                         | JHS      | Continental             |
| Optum presented by Kelly Benefit Strategies | OPM      | Continental             |
| San Luis Somos Todos                        | SLS      | Continental             |
| Selección de Guatemala                      |          | Aficionado              |
| Smart Stop Team                             | SSC      | Continental             |
| Team Funvic                                 |          | Continental             |
| Team Novo Nordisk                           | TNN      | Profesional Continental |
| Tennis Starts Guanajuato                    |          | Aficionado              |
| Vega Hot Sand                               | VHS      | Continental             |

## Etapas
| Etapa     | Fecha    | Recorrido                           | type                    | Distancia (km) | Ganador                | Líder                  |
| --------- | -------- | ----------------------------------- | ----------------------- | -------------- | ---------------------- | ---------------------- |
| 1.ª etapa | 4 de mar | Ciudad de México – Cuernavaca       | etapa escarpada         | 81,6           | Juan Pablo Villegas    | Juan Pablo Villegas    |
| 2.ª etapa | 5 de mar | Cuernavaca – Cuernavaca             | etapa de media montaña  | 145            | Ignacio de Jesús Prado | Ignacio de Jesús Prado |
| 3.ª etapa | 6 de mar | Cuautla de Morelos – Malinche       | etapa de media montaña  | 201            | Diego Ochoa            | Maxat Ayazbayev        |
| 4.ª etapa | 7 de mar | Tlaxcala – Huamantla                | etapa de media montaña  | 110            | Juan Pablo Villegas    | Maxat Ayazbayev        |
| 5.ª etapa | 8 de mar | Chapultepec – Chapultepec           | contrarreloj individual | 2,5            | Juan Pablo Villegas    | Juan Pablo Villegas    |
| 6.ª etapa | 9 de mar | Ciudad de México – Ciudad de México | etapa llana             | 101            | Eric Young             | Juan Pablo Villegas    |

## Clasificaciones finales
Las clasificaciones finalizaron de la siguiente forma:

### Clasificación general
| \| Clasificación general \| Clasificación general \| Clasificación general \| Clasificación general \| Clasificación general \| \| Ciclista \| Ciclista \| Equipo \| Tiempo \| \| \| --------------------- \| --------------------- \| --------------------------------------- \| --------------------- \| --------------------- \| \| 1.º \| Juan Pablo Villegas \| 472-Colombia \| 15 h 11 min 30 s \| \| \| 2.º \| Maxat Ayazbayev \| Astana Continental \| + 3 s \| \| \| 3.º \| Víctor García Estévez \| Depredadores Team Chetuma \| + 12 s \| \| \| 4.º \| Sebastián Tamayo \| Funvic Brasilinvest-São José dos Campos \| + 26 s \| \| \| 5.º \| Robbie Squire \| Jamis-Hagens Berman \| + 30 s \| \| \| 6.º \| David Belda \| Burgos-BH \| + 39 s \| \| \| 7.º \| Uri Martins \| Amore & Vita-Selle SMP \| + 48 s \| \| \| 8.º \| Diego Ochoa \| 472-Colombia \| + 59 s \| \| \| 9.º \| Juan Pablo Wilches \| Tennis Stars \| + 1 min 01 s \| \| \| 10.º \| Luis Pulido \| Depredadores Team Chetuma \| + 1 min 05 s \| \| |                       |                                         |                  |
| |                       |                                         |                  |
| |                       |                                         |                  |
| Clasificación general |                       |                                         |                  |
| Ciclista | Ciclista              | Equipo                                  | Tiempo           |
| 1.º | Juan Pablo Villegas   | 472-Colombia                            | 15 h 11 min 30 s |
| 2.º | Maxat Ayazbayev       | Astana Continental                      | + 3 s            |
| 3.º | Víctor García Estévez | Depredadores Team Chetuma               | + 12 s           |
| 4.º | Sebastián Tamayo      | Funvic Brasilinvest-São José dos Campos | + 26 s           |
| 5.º | Robbie Squire         | Jamis-Hagens Berman                     | + 30 s           |
| 6.º | David Belda           | Burgos-BH                               | + 39 s           |
| 7.º | Uri Martins           | Amore & Vita-Selle SMP                  | + 48 s           |
| 8.º | Diego Ochoa           | 472-Colombia                            | + 59 s           |
| 9.º | Juan Pablo Wilches    | Tennis Stars                            | + 1 min 01 s     |
| 10.º | Luis Pulido           | Depredadores Team Chetuma               | + 1 min 05 s     |

### Clasificación de la montaña
| Clasificación de la montaña | Clasificación de la montaña | Clasificación de la montaña | Clasificación de la montaña | Clasificación de la montaña |
| Ciclista                    | Ciclista                    | Equipo                      | Puntos                      |                             |
| --------------------------- | --------------------------- | --------------------------- | --------------------------- | --------------------------- |
| 1.º                         | Javier Alberto González     | Arenas Tlaxcala             | 29 pts                      |                             |
| 2.º                         | Juan Pablo Villegas         | 472-Colombia                | 22 pts                      |                             |
| 3.º                         | John Edilberto Martínez     | Coldeportes-Claro           | 20 pts                      |                             |

### Clasificación de las metas volantes
| Clasificación de las metas volantes | Clasificación de las metas volantes | Clasificación de las metas volantes | Clasificación de las metas volantes | Clasificación de las metas volantes |
| Ciclista                            | Ciclista                            | Equipo                              | Puntos                              |                                     |
| ----------------------------------- | ----------------------------------- | ----------------------------------- | ----------------------------------- | ----------------------------------- |
| 1.º                                 | John Edilberto Martínez             | Coldeportes-Claro                   | 16 pts                              |                                     |
| 2.º                                 | Marco Benfatto                      | Astana Continental                  | 13 pts                              |                                     |
| 3.º                                 | Ignacio de Jesús Prado              |                                     | 10 pts                              |                                     |

### Clasificación de los jóvenes
| Clasificación del mejor joven | Clasificación del mejor joven | Clasificación del mejor joven | Clasificación del mejor joven | Clasificación del mejor joven |
| Ciclista                      | Ciclista                      | Equipo                        | Tiempo                        |                               |
| ----------------------------- | ----------------------------- | ----------------------------- | ----------------------------- | ----------------------------- |
| 1.º                           | Maxat Ayazbayev               | Astana Continental            | 15 h 11 min 33 s              |                               |
| 2.º                           | Diego Ochoa                   | 472-Colombia                  | + 56 s                        |                               |
| 3.º                           | Tilegen Maidos                | Astana Continental            | + 2 min 50 s                  |                               |

### Clasificación por equipos
| Clasificación por equipos | Clasificación por equipos | Clasificación por equipos | Clasificación por equipos |
| Equipo                    | Equipo                    | Tiempo                    |                           |
| ------------------------- | ------------------------- | ------------------------- | ------------------------- |
| 1.º                       | 472-Colombia              | 69 h 36 min 38 s          |                           |
| 2.º                       | Coldeportes-Claro         | + 4 min 21 s              |                           |
| 3.º                       | Depredadores Team Chetuma | + 5 min 07 s              |                           |